# Het Overbosch
Het Overbosch is een park in Voorhout, gemeente Teylingen. Het huidige gebied is circa 2,5 hectare groot. Het ligt in de driehoek tussen De Leidse Vaart en de Rijnsburgerweg. 

## Geschiedenis
Het Overbosch heeft een geschiedenis die teruggaat tot rond 1665, toen de buitenplaats 'Schoonoord' als zomers buiten werd aangelegd. Het wandelgebied is daar een restant van.
In de negentiende eeuw werden er in het Overbosch missen opgedragen en processies gehouden door de broeders van het kleinseminarie Hageveld en na 1923 van de Bisschoppelijke Nijverheidsschool.

### Voortbestaan
Ruimtelijke plannen bedreigden in 2011 het voortbestaan van het Overbosch. De provincie Zuid-Holland wilde op de Nagelbrug een rotonde aanleggen die ten koste zou gaan van een kwart van het gebied. Na protesten van de bevolking werden deze plannen drastisch aangepast waardoor het park behouden kon blijven. De 'Stichting Vrienden van het Overbosch', opgericht op 29 december 2011, sloot in februari 2012 een beheerovereenkomst met de gemeente Teylingen die eigenaar is van het gebied. In januari 2017 werd een nieuwe beheerovereenkomst gesloten, nu voor tien jaar. De 'Stichting Vrienden van het Overbosch' participeert in het Nationale Park Hollandse Duinen.
In 2017 ontving het Overbosch de HKV Restauratieprijs van de Historische Kring Voorhout. 'Als blijk van waardering voor de manier waarop het historische bos in de afgelopen jaren is behouden, onderhouden en verbeterd'.
In 2017 werd de vlag van het Nationaal Park Hollandse Duinen bij het Overbosch gehangen. Als eerste locatie in de Duin- en Bollenstreek en zelfs het noordelijke deel van Zuid-Holland. 
De Stichting Vrienden van het Overbosch kreeg in 2017 de Teylinger Waarderingsprijs uitgereikt als eerste Voorhoutse organisatie. Deze Teylinger Waarderingsprijs werd verstrekt vanwege de succesvolle jaarlijkse activiteiten: "Kunst in 't Overbosch" en "Kunst voor Kids". Beide evenementen vinden sinds 2013 elk jaar in het derde weekend van augustus plaats.
In 2018 werd het Overbosch opgenomen in de Boerhaave fiets- en wandelroute 'Van de wieg tot het graf; langs het werk, de huizen en tuinen van Herman Boerhaave', die loopt tussen Voorhout, Oegstgeest en Leiden.
In 2020 werd de bloemenweide geopend en in 2022 de 'blauwe long', deze verbindt de bestaande vijver met de Leidse Vaart en de sloot aan de Rijnsburgerweg.

## Flora en fauna
Doordat het Overbosch al lang bestaat, staan er veel oude, grote bomen. Bijzondere soorten zijn de moerascypres en de treurbeuk. Er komen veel paddenstoelsoorten voor, in de herfst is onder meer de grote oranje bekerzwam te vinden. De grote bonte specht wordt regelmatig gezien en er komen vleermuizen voor, waaronder de rosse vleermuis.

## Joep Derksen
Initiatiefnemer en eerste voorzitter van de stichting, Joep Derksen, voltooide zijn tweede termijn in 2020 en ontving toen de 'Zilveren Barensteel' van de gemeente Teylingen als waardering voor zijn vrijwilligerswerk. Hij werd als voorzitter opgevolgd door Marianne van der Voort.
Derksen bleef als ambassadeur voor het Overbosch actief. Onder zijn leiding werd in 2022 de vijver aan twee kanten uitgegraven. Een van de drie nieuwe bruggen over het water in het Overbosch kreeg de naam 'Joep Derksenbrug'